# Vadim Crîcimari
Vadim Crîcimari (Chișinău, 22 agosto 1988) è un calciatore moldavo, attaccante dello Speranis Nisporeni.

## Carriera
In carriera ha giocato complessivamente 142 partite nella prima divisione moldava.